# Саманские американцы
Саманские американцы (англ. Samaná Americans; исп. Americanos de Samaná) — это малочисленная культурная подгруппа потомков афроамериканцев, населяющая провинцию Самана в восточной части Доминиканской Республики. 

## История
Большинство саманских американцев являются потомками афроамериканцев, которые, начиная с 1824 года, мигрировали на остров Гаити, тогда полностью находившийся под управлением Гаити. Это было возможно, благодаря политике «гаитянской эмиграции», поддерживаемой местным президентом-мулатом Жаном Пьером Буайе. Гаитянский дипломат Жонатас Гранвиль отправился в США в мае-июне 1824 года в ответ на письмо, которое Лоринг Д. Дьюи отправил Бойеру. Находясь в США, Гранвиль встречался с другими аболиционистами, такими как Ричард Аллен, Сэмюэл Корниш и Бенджамин Ланди, занимаясь организацией кампании, которая впоследствии получит название «гаитянская эмиграция». Результат этой кампании оказался успешным: менее чем за год на её призыв откликнулись более 6000 человек. Однако, поселевшись на Гаити, поселенцы столкнулись с многочисленными проблемами, и многие из них в итоге вернулись. Но многие же и остались, так в 1871 году, во время визита на остров Фредерика Дугласа, были отчётливые анклавы чернокожих американцев в Пуэрто-Плате и Санто-Доминго. Однако наиболее обособленным из всех анклавов был анклав в Самане, сохранившийся до наших дней. Жители этого анклава являются носителями саманского варианта английского языка. Осознавая своё особое наследие, члены общины, чья своеобразная культура отличает их от остальных доминиканцев, называют себя саманскими американцами, а другие доминиканцы именуют их «американцами Саманы» (исп. los americanos de Samaná).

## Культурная самобытность
Саманские американцы сохраняют многие элементы афроамериканской культуры XIX века, такие как свой вариант афроамериканского английского языка, кухню, игры и общественную организацию. Культурный обмен саманских американцев с другими группами в этом районе, такими как общины гаитян Саманы и испаноязычное большинство, были неизбежны. Однако на протяжении большей части своей истории англоязычный анклав оставался замкнутым, отдавая предпочтение смешанным бракам и взаимоотношениям с другими группами чернокожих иммигрантов, которые также являются протестантами и говорят по-английски, например, так называемыми коколо. Это связано с относительной изоляцией общины, до которой до XX века можно было добраться только на лодке из-за отсутствия дорог, соединяювших её с остальной частью острова. Большинство из саманских американцев исповедуют африканскую методистскую епископальную и веслианскую веры, с которыми их предки прибыли сюда.

## Нынешнее время
Оценка численности саманских американцев затруднительна из-за экзогамии и эмиграции с полуострова Самана, число носителей саманского варианта английского языка приблизительно составляла 8000 человек. По мнению лингвистов, проводящих исследования в саманском сообществе, число таких людей значительно сокращается. Так даже среди пожилых людей трудно найти носителей саманского английского. Не осталось ни одного человека, говорящего только на английском языке, все саманские американцы, говорящие по-английски, владеют также и испанским. В результате влияния доминиканской культуры (включая обязательное обучение на испанском языке) многие отличительные особенности их культуры, по всей видимости, исчезают.